# 哈尔滨颐园街一号欧式建筑

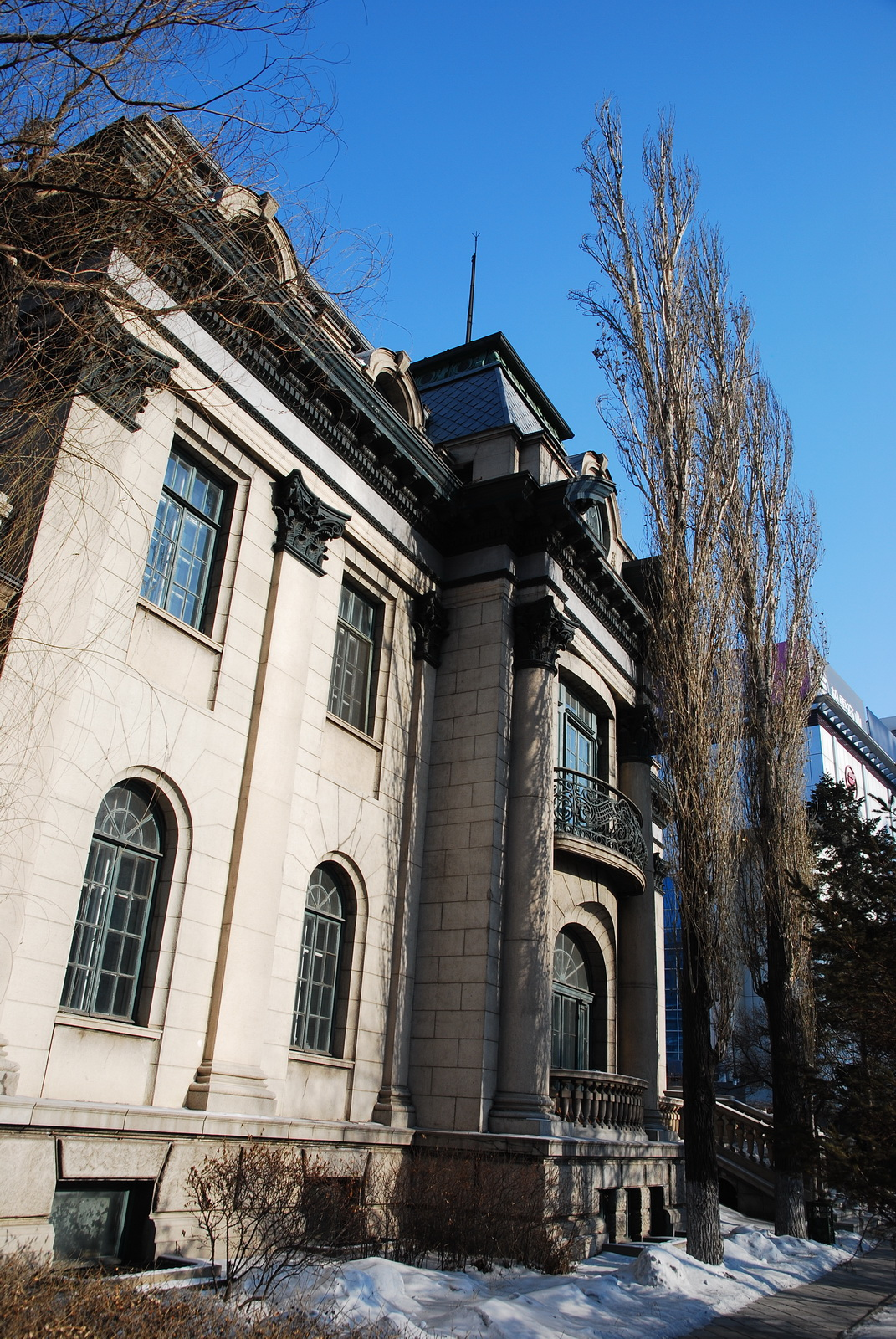
革命领袖视察黑龙江纪念馆

哈尔滨颐园街一号欧式建筑位于中国黑龙江省哈尔滨市南岗区颐园街一号，是一座法式古典复兴主义风格住宅建筑，1996年被列为第四批全国重点文物保护单位。
该住宅原为俄国林业商人V.F.葛瓦里斯基的私人住宅，1919-1923年建，满洲国时期被日本特务机关占用。毛泽东、周恩来、朱德、刘少奇等人视察黑龙江时曾在此下榻，现辟为革命领袖视察黑龙江纪念馆。建筑占地约3000平方米，建筑面积600平方米，由主楼、副楼构成，主楼四层（包括地下室和顶部阁楼），副楼三层（包括地下室），两楼之间有拱形阳台相连。